# Inez Nathaniel-Walker
Inez Nathaniel-Walker geb. Stedman (* 1911 in Sumter, South Carolina; † 1990 im Hamlet Willard in der Town Romulus, New York) war eine amerikanische Künstlerin der Outsider Art.

## Leben
Inez Stedman wurde in Sumter, South Carolina, in ärmlichen Verhältnissen geboren. Früh verlor sie ihre Eltern und wurde zur Waise. Als sie 16 Jahre alt war, heiratete sie, nahm den Namen ihres Mannes, Nathaniel, an und bekam vier Kinder. Sie arbeitete als Wanderarbeiterin auf einer Farm und in einer Gurkenfabrik. Während der Große Wanderung in den 1930er Jahren zog sie nach Philadelphia, um der zermürbenden Farmarbeit zu entfliehen.
Walker wurde Anfang der 1970er Jahre in der Bedford Hills Correctional Facility (früher bekannt als Westfield State Farm) für zwei Jahre inhaftiert. Sie hatte einen Mann getötet, der sie missbraucht hatte. Während der Haft begann sie zu zeichnen. Sie schuf ausdrucksstarke, farbenfrohe Porträts, meist von Frauen.
Ihre Werke fanden die Aufmerksamkeit von Elizabeth Bayley, die in der Anstalt Englisch unterrichtete. Eines Tages fand Bayley im Klassenzimmer fast 80 unsignierte Zeichnungen, die von Inez Nathaniel stammten. Bayley kaufte die Zeichnungen und ermunterte Nathaniel weiter zu zeichnen. Sie zeigte sie dem Künstler Pat Parson. Zunächst benutzte Nathaniel die Rückseite der Gefängniszeitung, später bekam sie durch den Zeichenlehrer der Anstalt bessere Materialien und von Parson gutes Papier, Aquarellfarben, Bleistifte (sowohl Bunt- als auch Graphitstifte), Tinte, Buntstifte und Filzstifte.
Nachdem sie im Jahr 1974 aus der Haft entlassen worden war, kehrte sie als Arbeiterin auf eine Farm in der Region der Finger Lakes zurück. Ein Jahr später heiratete Inez Nathaniel erneut und nahm den Namen ihres Mannes, Walker, an.
Sie starb 1990 in Willard.

## Werk
Bei den Zeichnungen handelt es sich fast ausschließlich um weibliche Einzel- oder Paarporträts. Die Porträts werden durch die übergroßen, ausdrucksstarken Köpfe dominiert, bei denen die Haare sehr detailliert gezeichnet sind. In den Hintergründen sind kühne geometrische und lineare Muster eingearbeitet. Ähnliche Muster finden sich auf der Kleidung der Porträtierten. Einzigartig ist die Gestaltung der Wimpern, ebenso wie die nach vorne gerichteten Augen in den Zeichnungen. Inez Nathaniel zeichnete die Gesichter aus ihrer Vorstellungskraft, dennoch tauchen einige immer wieder auf. Auch einige Elemente des Selbstporträts sind erkennbar. Oft basiert die dargestellte Kleidung, insbesondere Hüte, auf den Kleidungsstücken, die sie selbst trug. Männer oder Kinder kommen in ihren Werken nur selten vor, sie zeichnete vor allem die Insassinnen, die sie als „böse Mädchen“ bezeichnete, in ihrer Umgebung. Sie werden in geselligen Situationen dargestellt, beim Trinken, Rauchen und der Konversation.
Von ihr sind etwa drei- oder vierhundert Zeichnungen bekannt. Ihr Werk ist in zahlreichen Galerien vertreten. Ihre Zeichnungen befinden sich in der Collection de l’Art Brut in Lausanne, in der L’Arcanie, Neuilly-sur-Marne, in der Nähe von Paris, sowie in einer Reihe von Museen in den Vereinigten Staaten wie dem American Folk Art Museum, dem Museum of International Folk Art, dem Smithsonian Institution, der National Gallery of Art und dem Intuit: The Center for Intuitive and Outsider Art. Ihre Werke sind in fast allen bedeutenden Sammelbänden und Katalogen, die das Werk afroamerikanischer Volkskünstler und Autodidakten in den Vereinigten Staaten dokumentieren, enthalten.